# Jotam (syn Gedeona)
Jotam (Jahwe jest doskonały lub oby Jahwe uczynił zupełnym) – jeden z 71 synów Gedeona. Jako jedyny prawowity syn, ocalały z rzezi, jaką urządził Abimelek, podburzył lud Sychem do wygnania tyrana, który ogłosił się władcą. Po tym wydarzeniu Jotam ukrył się i przez 3 lata żył wśród gór. Całe zaś miasto ucierpiało z powodu wygnania Abimeleka, gdyż pozbawiony tronu wódz zdobył je i zburzył, mordując całe plemię. (Józef Flawiusz DDIk5_233-253)